# Удачна
Удачна — проміжна залізнична станція Лиманської дирекції Донецької залізниці на лінії Чаплине — Покровськ між станціями Покровськ (16 км) та Межова (20 км).
Розташована у селищі міського типу Удачне Покровського району Донецької області.

## Історія
Станцію Удачна було збудовано впродовж 1883—1884 років, разом із будівництвом ділянки Синельникове II — Ясинувата Катерининської залізниці. Назва походить від найменування невеличкого населеного пункту Удачне, що знаходився неподалік на правому березі річки Солона, яким володів поміщик П. О. Карпов. До станції тяжіли й великі села — Сергіївка, Андріївка, Олексіївка, Богатир, які були віддалені від станції Удачна на 10,5-25 верст.
Згідно із даними «Супутника по Росії» за 1884 рік, вже тоді по станції Удачна зупинялися поштові потяги № 3/4 Долинська — Ясинувата. Більш того, по станції Удачне зустрічні поїзди у вказаному сполученні зупинялися одночасно: о 01:29-01:38 ночі станцію прослідував поштовий потяг на Долинську, о 01:26-01:35 — на Ясинувату.
Перші відомості про пристанційне селище Удачної датовані 1890 роком. Більш-менш детальна інформація про вантажну роботу станції також починається з 1890-х років XIX століття. У 1902 році станція прийняла 49 тис. пудів лісових будматеріалів, 11 тис. пудів вугілля, 5 тис. пудів нафтопродуктів і 3 тис. пудів борошна.
Удачна відвантажувала різноманітні вантажі, здебільш — хлібні. У 1902 році, наприклад, станція відправила 307 тис. пудів ячменя, 303 тис. пудів пшениці й 1 тис. пудів борошна. Станом на початок ХХ століття, до станції Удачна тяжів крупний млин в селі Андріївка (20 верст від станції), але вже у 1912 році поруч зі станцію працював паровий млин Ніколайпольського товариства, де працювали 15 чоловік. У 1917 році біля станції працювали вже 2 парових млина, які відвантажували до 600 тис. пудів борошна. Але найбільшими були відправлення вапнякового каміння, яке використовували в якості флюсу в металургійному виробництві.
У 1900—1903 господарчих роках станція Удачна відвантажувала близько 1,6 млн пудів флюсів за звітний період. У 1905—1907 роках відправки вапняку по станції Удачна впали до 700 тис. пудів за господарчий рік. Вапняк відвантажувався від імені катеринославського купця М. Ю. Карпаса, який мав кар'єри вапнякового каміння в долині річки Солона. Наприклад, один з кар'єрів знаходився в районі колишньої шахти ім. Тараса Шевченка. Управляючим на кар'єрах був І. Ю. Явнель.
Відвантажувала станція Удачна й вугілля. Але якщо зараз станція Удачна відправляє переважно вугілля (поруч — промисловий гігант, шахтоуправління «Покровське»), то 120 років тому обсяги відправленого вугілля були мізерними. У 1895 році по Удачній було відвантажено 3,5 тис. пудів вугілля «невідомої копальні». У 1903 році навантаження вугілля по Удачній склало 3 тис. пудів. Однією з копалень, яка поставляла вугілля через Удачну, була шахта княгині К. І. Кудашової в Завидово (зараз — Завидо-Кудашеве Добропільського району). А на схід від німецької колонії Олександрівка (зараз — Новоолександрівка Покровського району), побудованої на місці села Іваньківці, в балці Шумилова (район водокачки), працювали 3 старі вертикальні шахти Лопатухіна і Подольського глибиною від 10 до 30 метрів. З 1913 року ці шахти експлуатувалися Венгеровським і Шнуренком.
Вантажообіг станції поступово збільшувався: у 1909 році Удачна відправила більш ніж 1,7 млн пудів, а прийняла 579 тис. пудів різних вантажів. У 1911 році відправлення і прибуття вантажів по станції Удачна склали, відповідно, майже 2,0 млн пудів і 419 тис. пудів. Найбільшими обсяги відправлення залишалися у хлібних вантажів.
Станом на 1917 рік, колійний розвиток станції Удачна складався з 13 колій, з яких 2 головні й 5 тупиків. Серед споруд і технічних пристосувань: пасажирська будівля і 2 пасажирські платформи, 1 відкрита й 2 криті товарні платформи, 3 пакгаузи (в тому числі 1 — для вантажів великої швидкості), вагонні ваги, водонапірна будівля. Штат станційних працівників складав 15 осіб: 1 начальник станції, 2 помічники начальника, 3 сигналістів, 3 сторожі, 3 стрілочники, 1 переписувач вагонів, 1 вагар, 1 касир.
У 1923—1924 роках станція Удачна прийняла 99 т, у 1924—1925 році — 33 т солі, що відповідно в 1,6 і 4,9 разів менше, аніж протягом 1913 року.

## Пасажирське сполучення
На станції зупинялися приміські поїзди сполученням Чаплине — Авдіївка, згодом Чаплине — Покровськ. З 5 жовтня 2024 року станція стала кінцевою для електропоїздів із/до станції Чаплине. Згодом, через бойові дії, маршрут курсування було скорочено до станції Межова.

На сайті Придніпровської залізниці назва станції вказана як Вдала.